# پایگاه هوایی پوینت موگو
پایگاه هوایی پوینت موگو (به انگلیسی: Naval Air Station Point Mugu) (به زبان بومی: Naval Base Ventura County (NBVC)) یک فرودگاه نظامی با کد یاتا NTD است که یک باند فرود آسفالت دارد و طول باند آن ۳۳۸۴ متر است. این فرودگاه در شهر شهرستان ونتورا کشور ایالات متحده آمریکا قرار دارد و در ارتفاع ۴ متری از سطح دریا واقع شده‌است.